# Lucio Colletti
Lucio Colletti (Roma, 8 de diciembre de 1924-Venturina Terme, Campiglia Marittima; 3 de noviembre de 2001) fue un filósofo y político italiano. Fue un reconocido teórico marxista en los años 1960 antes de romper con el comunismo para orientarse hacia el liberalismo. Su evolución política le conduce de la centroizquierda a la centroderecha. Fue diputado de Forza Italia en las legislaturas 13 y 14.

## Biografía
Lucio Colletti fue miembro de la Resistencia durante la Segunda Guerra Mundial. Se adhiere al Partido de Acción antes de unirse al Partido Comunista de Italia.
Después de un doctorado en filosofía, se hace profesor de historia de la filosofía en la Universidad Sapienza de Roma. Es discípulo del filósofo marxista Galvano Della Volpe; su pensamiento le lleva a poner en duda el materialismo dialéctico, que en aquella época es la filosofía oficial de todos los partidos comunistas, y preconiza un regreso a la obra original de Karl Marx. Colletti mantiene una posición que le sitúa a la izquierda del Partido Comunista; sus concepciones del marxismo son consideradas como libertarias. Colletti preconiza la autogestión de los productores, es decir, el comunismo de consejos, y la defensa de las libertades públicas. En 1956, después de la Insurrección de Budapest, firma el Manifiesto de los 101 que interpela a la dirección del PCI y critica la intervención rusa.
A pesar de los acontecimientos de 1956, Lucio Colletti sigue siendo parte del PCI hasta 1964, fecha en la que lo abandona, adoptando posiciones de extrema izquierda. Colletti funda entonces la revista La Sinistra (1966-1967). Es durante la segunda mitad de la década de 1960 un teórico marxista reconocido; sus escritos son publicados en la New Left Review, órgano anglófono de la Nueva Izquierda (New Left). El regreso a las raíces del marxismo operado por Colletti le lleva a considerar la influencia de Kant superior a la de Hegel en la obra de Marx. Su ensayo Il marxismo e Hegel, publicado en 1969 (traducido en francés en 1976), contribuye a la renovación de los estudios marxistas en Occidente. En 1971, en el contexto de los Años de plomo, Colletti figura entre los firmantes de la carta abierta que denuncia la actitud de las autoridades en la muerte del anarquista  Giuseppe Pinelli. Colletti firma después otra carta abierta solidarizándose con los militantes de la organización de extrema izquierda Lotta Continua y con los redactores del periódico de dicha organización acusados de "malhechores".
Con el paso del tiempo, Lucio Colletti reconoce la imposibilidad de reformar el "socialismo real" y el carácter erróneo de las predicciones marxistas sobre el derrumbamiento del capitalismo. En 1974, rompe públicamente con el comunismo en una entrevista en la New Left Review. En ese texto, que el editor Luigi Laterza publica después en italiano bajo el título Intervista politico-filosofica, Colletti reconoce el fracaso de la experiencia comunista. La contradicción que le aporta Norberto Bobbio en el terreno de las ideas hace que Colletti cuestione más profundamente el pensamiento de Marx. Colletti acaba alejándose definitivamente del marxismo, considerando que no hace más que aceptar el veredicto de la Historia. Colletti se acerca entonces al liberalismo. Ese cambio de postura le lleva a ser amenazado de muerte por militantes de extrema izquierda. En 1977 prefiere dejar Italia temporalmente debido a esas amenazas. Vive durante varios años en Suiza, donde enseña filosofía en la Universidad de Ginebra
Su pensamiento evoluciona hacia la escuela del empirismo lógico. Hacia el fin de la década de 1970, colabora regularmente en la revista Mondo operaio, órgano del Partido Socialista de Italia, después del giro liberal impuesto a ese partido por Bettino Craxi.
En 1994, Colletti apoya a Silvio Berlusconi cuando este hace su entrada en la escena política. Se convierte en consejero político de Berlusconi y, por primera vez en su vida, entra en el juego electoral aceptando ser diputado de Forza Italia. Colletti mantiene posiciones independientes y no duda en criticar a su propio partido. En 2001, vuelve a estar presente en las listas de Berlusconi.
Pocos meses después de su reelección como diputado, Lucio Colletti fallece mientras nadaba en las termas de Venturina, en Campiglia Marittima, donde pasaba sus vacaciones.

## Obras
- Ideologia e società, Laterza, 1969
- Il marxismo e Hegel: Materialismo dialettico e irrazionalismo, Laterza, 1969. Publicado en francés en 1976 por Champ libre bajo el título Le Marxisme et Hegel (traducción de Jean-Claude Biette y Christian Gauchet).
- Intervista politico-filosofica, Laterza, 1974.
- Sui Quaderni filosofici di Lenin, Laterza, 1976.
- Il marxismo e il "crollo" del capitalismo, Laterza, 1977.
- Tra marxismo e no, Laterza, 1979.
- Tramonto dell'ideologia, Laterza, 1980.
- Crisi delle ideologie, Intervista politico-filosofica, Il marxismo del XX secolo, Le ideologie dal '68 a oggi, Club degli editori, 1981.
- Pagine di filosofia e politica, Rizzoli, 1986
- La logica di Benedetto Croce, Marco, 1993
- Fine della filosofia e altri saggi, Ideazione, 1996.
- Lezioni tedesche. Con Kant, alla ricerca di un'etica laica, Liberal edizioni, 2008